# Schiekia
Schiekia Meisn. – rodzaj roślin z rodziny hemodorowatych. Obejmuje trzy gatunki występujące endemicznie w północnej Ameryce Południowej.

## Morfologia
PokrójWieloletnie rośliny zielne, o wysokości do 100 cm.
PędyKłącze, pomarańczowe do czerwonego.
LiścieRównowąskie do wąsko lancetowatych, nagie.
KwiatyZebrane w baldachogroniasty kwiatostan złożony z prostych skrętków o białawo omszonych osiach. Okwiat grzbiecisty, kremowobiały. Dwa prątniczki i trzy pręciki, wolne, dwa boczne pręciki krótkie o małych główkach, środkowy dłuższy, o nitce skręconej. Zalążnia górna, naga, 3–4 zalążkami w każdej komorze. Szyjka słupka tylnie spłaszczona, wygięta na bok, ze znamieniem bocznie stykającym się z główką środkowego pręcika.
OwoceOdwrotnie jajowate, trójklapowane, nagie torebki. Nasiona dyskowato-tarczowate.

## Biologia i ekologia
SiedliskoZasiedla stanowiska okresowo zalewane, w formacjach trawiastych i lasach. S. orinocensis zasiedla tepui i inne formacje górskie Wyżyny Gujańskiej.
Cechy fitochemiczneBadania fitochemiczne Schiekia orinocensis wykazały obecność w roślinach fenylofenalenonów, flawonoidów i pochodnej gliceryny.

## Systematyka
Pozycja systematycznaRodzaj z podrodziny Haemodoroideae w rodzinie hemodorowatych (Haemodoraceae) w rzędzie komelinowców (Commelinales).
Wykaz gatunków
- Schiekia orinocensis (Kunth) Meisn.
- Schiekia silvestris (Maas & Stoel) Hopper, E.J.Hickman, Rhian J.Sm. & M.Pell.
- Schiekia timida M.Pell., E.J.Hickman, Rhian J.Sm. & Hopper

## Zastosowanie użytkowe
Kłącze Schiekia orinocensis wykorzystywane jest jako środek antyseptyczny.
Schiekia timida używana jest ceremonialnie przez brazylijskie plemię Krahô jako roślina o działaniu psychoaktywnym.